# Веллі-Веллс (Каліфорнія)
Веллі-Веллс (англ. Valley Wells) — переписна місцевість (CDP) в США, в окрузі Іньйо штату Каліфорнія. Населення — 0 осіб (2010).

## Географія
Веллі-Веллс розташоване за координатами 35°52′51″ пн. ш. 117°20′8″ зх. д. / 35.88083° пн. ш. 117.33556° зх. д. (35.880729, -117.335676).  За даними Бюро перепису населення США в 2010 році переписна місцевість мала площу 27,81 км², з яких 27,63 км² — суходіл та 0,18 км² — водойми.